# David H. Levy

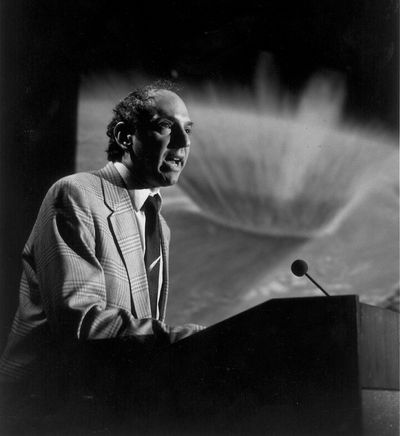
David Levy bei einer Vorlesung am Jet Propulsion Laboratory der NASA

David H. Levy (* 22. Mai 1948 in Montreal, Québec, Kanada) ist ein kanadischer Astronom, Sachbuchautor und Wissenschaftsjournalist. Internationale Bekanntheit erlangte er durch seine Mitentdeckung des Kometen Shoemaker-Levy 9, der 1994 mit dem Planeten Jupiter kollidierte.
Levy hat mehr als 30 Bücher verfasst, zumeist über astronomische Themen, wie zum Beispiel The Quest for Comets, eine Biographie des Pluto-Entdeckers Clyde Tombaugh aus dem Jahr 1991, sowie eine 1994 erschienene Würdigung seines Kollegen Gene Shoemaker mit dem Titel Shoemaker by Levy. In seinem Werk Comets: Creators and Destroyers prägte er den viel zitierten Satz: „Comets are like cats: they have tails, and they do precisely what they want“. (In etwa: „Kometen sind wie Katzen: Sie haben Schweife, und sie machen, was sie wollen.“) Zudem hat er zahlreiche Artikel für Periodika, wie die Magazine Sky and Telescope, Parade, Sky News, und in jüngerer Zeit auch für Astronomy beigesteuert.

## Leben
Von 1968 bis 1972 studierte Levy an der Acadia University Englische Literatur und erlangte dort den Grad eines B.A. Danach graduierte er an der Queen’s University zum Master (M.A.). Der Titel seiner Abschlussarbeit lautet: The Starlight Night: Hopkins and Astronomy. Im Februar 2010 promovierte er an der Hebrew University of Jerusalem mit seiner Dissertation The Sky in Early Modern English Literature zum Ph. D.
Von 1997 bis zu ihrem Tod 2022 war er mit Wendee Wallach-Levy verheiratet. Das Paar lebte in Vail, Arizona, wo Wendee Wallach-Levy ab 2004 das Jarnac Observatory leitete. Für seine Mitarbeit an der Discovery-Channel-Dokumentation Three Minutes to Impact als Autor bekam er 1998 einen Emmy. Zu den wissenschaftlichen Ehrungen, die Levy zuteilwurden, gehören die C.A. Chant-Medaille der Royal Astronomical Society of Canada (1980) und die G. Bruce Blair-Medaille (1990). Im Jahr 1993 gewann er den Amateur Achievement Award der Astronomical Society of the Pacific. 2007 erhielt er vom Smithsonian Astrophysical Observatory den Edgar Wilson Award für die Entdeckung von Kometen, darunter P/2006 T1. Außerdem wurde der 1985 entdeckte Asteroid (3673) Levy nach ihm benannt.